# Biserica de lemn din Aiton
Biserica de lemn din Aiton, cu hramul „Sfântul Nicolae”, situată în comuna Aiton, județul Cluj, a fost demolată la data de 29 septembrie 1903, atunci când a fost ridicată actuala biserică română unită (greco-catolică). Se păstrează foarte puține amintiri sau urme materiale din această veche bisericuță.

## Istoric și trăsături
Nu se cunoaște exact momentul în care a fost înființată parohia din Aiton, dar se pare că la anul 1320 exista o comunitate închegată.
Una din primele informații provine din conscripția episcopului Inocențiu Micu-Klein de la 1733, care menționează la momentul respectiv 385 de locuitori, în sat fiind trei preoți: popa Simion, popa Luca și popa George, acesta din urmă fiind neunit.
Seria preoților continua, după dispariția celor trei preoți amintiți mai sus, cu popa Emanoil. Perioada în care a păstorit comunitatea de credincioși din Aiton nu se cunoaște cu exactitate. Șirul preoților continuă cu Șofron Ujvari și fratele său Gregoriu Ujvari iar mai apoi Elie Trifan, care a slujit până în 1869.
În 1867 un incendiu a distrus locuința preotului Trifan, precum și toate documentele de arhivă.
În timpul preoției lui Mihai Ilieș din Beica Română a avut loc construirea bisericii noi și abandonarea de comunitate a vechii biserici. Data de 5 august 1903 marchează începutul construirii noii biserici.
Despre biserica de lemn avem puține informații. Era o construcție din lemn, cu cerdac. Data edificării diferă în funcție de sursa bibliografică citată. Șematismul din 1900 spune că biserica era construită în 1711 având hramul Sf. Nicolae. O a doua sursă pomenește că ușa bisericii de lemn purta, încrustat, amintirea momentului edificării bisericuței. Aceeași sursă amintește inscripția "Această sfântă biserică s-au făcut în zilele vlădica Anastasie 1713", obiectul pe care este făcută această inscripție aflându-se în noua biserică .
Pentru a putea asigura banii necesari întreținerii bisericii dar și pentru a menține o conduită morală ridicată în parohie, preotul și consiliul parohial stabileau taxe pentru greșelile făcute de credincioși, inclusiv acte de nelegiuire sau concubinaj. Acest sistem de pedeapsă a funcționat până în perioada interbelică.